# Poecilopyrodes pictus
Poecilopyrodes pictus är en skalbaggsart som först beskrevs av Perty 1832.  Poecilopyrodes pictus ingår i släktet Poecilopyrodes och familjen långhorningar. Inga underarter finns listade i Catalogue of Life.